# おお、聖なる饗宴よ (メシアン)
『おお、聖なる饗宴よ』（おお、せいなるきょうえんよ、ラテン語: O sacrum convivium !）は、オリヴィエ・メシアンが1937年に作曲したラテン語の混声四部合唱曲。演奏時間は約4分。
メシアンが作曲した唯一の典礼用の歌曲であり、一般の人々でも歌えるように書かれている。1991年までに18版を重ね、累計13万8000部が売れるという、メシアンの作品の中では特大の成功を収めた。

## 概要
パリのブラン神父(François-Joseph Brun, 1878-1943)からの依頼によって作曲され、1937年6月にデュラン社から出版された。歌詞は伝統的なモテット『おお、聖なる饗宴よ』のものを使用している。
記録されている最初の演奏は、トリニテ教会で行われた1938年2月17日の演奏会のもので、このときは現在一般に行われている合唱曲としてではなく、ソプラノ独唱とオルガン伴奏という形態で上演された。1944年の『我が音楽語法』でもこの曲の編成は「無伴奏混声四部合唱、またはソプラノとオルガン」とされている。いっぽう出版された楽譜では「混声四部合唱あるいは4人の独唱（オルガン伴奏を入れてもよい）」となっている。しかし現在はほとんどの場合、無伴奏の合唱曲として上演される。

## 音楽
完全にホモフォニー的な曲で、旋律は嬰ヘ長調ではじまるが、9小節めから移調の限られた旋法第2番が出現する。リズムの上では4⁄4拍子に近いが1小節めでは最初の4分音符に付点が加わり、2小節めでは1小節めの前半の「付点つき4分音符+4分音符」から8分音符1個ずつが除かれて「4分音符+8分音符」の形になる。曲は基本的にこの2小節のパターンをくり返すが、前半の終わりの部分と最後のアレルヤでは異なるリズムが出現する。